# Demo (Nightwish)
Nightwish es el primer y único demo de la banda finlandesa Nightwish. Originalmente el demo no poseía nombre, pero hoy en día es conocido por el nombre de Nightwish. El nombre "Nightwish" deriva de la primera canción que la banda compuso en conjunto. Después de grabar el demo, el teclista y líder de la banda Tuomas Holopainen, decidió que la voz de Tarja Turunen era demasiado poderosa para este proyecto acústico, (ya que en sus inicios Nightwish fue una banda acústica), y entonces agregó la guitarra eléctrica, el bajo y la batería. Las tres canciones fueron usadas como bonus tracks para Angels Fall First y Century Child.

## Canciones
|    | Título              | Escrito           | Duración |
| -- | ------------------- | ----------------- | -------- |
| 1. | The Forever Moments | Tuomas Holopainen | 5:38     |
| 2. | Nightwish           | Holopainen        | 5:52     |
| 3. | Etiäinen            | Holopainen        | 3:00     |

## Miembros
- Tarja Turunen  - voz
- Tuomas Holopainen  - teclados y voz masculina (en Etiäinen)
- Emppu Vuorinen  - guitarra

Miembros invitados
- Anni Summala  - flauta
- Anna-Mari Pekkinen  - flauta

- Datos: Q4037199